# Irisin
Irisin eller fibronectin type III domain containing 5 (FRCP2) är ett kroppseget protein, som påverkar fettomsättning och glukosomsättning. Irisin definieras som en myokin, det vill säga ett slags cytokin, samt ett adipokin.
Irisin kodas av en gen som finns lokaliserad på 1p35.1. Proteinet, som består av 212 aminosyror, utsöndras från muskelceller och utsöndringen ökar när musklerna används vid träning. Det verkar också i både vita och bruna fettceller, och tycks påverka bildning av de bruna fettcellerna. Vid träning ökar mängden irisin i serum något, vilket påverkar energiförbrukning och minskar fetma hos möss. Träning och fysisk aktivitet verkar påverka irisinnivåerna direkt genom en stegring, men stegringen är snabbt övergående och nivåerna har stabiliserats efter 90 min. Irisin verkar också vara ett adipokin som utsöndras från fettceller. Genom sin påverkan på brunt fett, verkar det termoreglerande.
Irisin finns också uttryckt i hjärtat, samt i lägre grad i tarmen, mjälten och bukspottkörteln. Det tycks finnas ett samband mellan irisinnivåer och tyroidstatus (sköldkörteln, TSH och tyroxin), med ett negativt samband mellan irisin och TSH. Hos hypotyroida är cirkulerande irisin i serum lägre och hos hypertyroida högre.
När irisin visade sig öka vid träning och påverka termoreglering och ämnesomättning, framställdes det allmänt som ett kommande medel mot diverse livsstilssjukdomar som man sett i västvärlden. Minskad irisinaktivitet förekommer vid t.ex. insulinresistens och typ 2-diabetes, tillstånd som bevisligen förbättras av träning. Dock har forskning också lett till tvivel att irisinets påverkan och utsöndring är generellt lika för olika åldrar och för dem som är i olika kondition. Irisinaktiviteten kan t.ex. förändras vid hjärtsvikt, och kan eventuellt hänga samman med den träningsintolerans som ses vid tillståndet. Å andra sidan finns studier som tyder på att irisinnivåerna inte förändras av att bli mera vältränad, så när som på den direkta effekten av den akuta stegringen vid träningspasset.
Irisin är ett av moderns kroppsegna ämnen som överförs via bröstmjölk till barnet, vilket antyder att det därvidlag deltar i att reglera barnets tillväxt och ämnesomsättning. Mängden irisin i bröstmjölken påverkas av huruvida modern lider av graviditetsdiabetes eller inte.